# Veltheimia bracteata
Veltheimia bracteata là một loài thực vật có hoa trong họ Măng tây. Loài này được Harv. ex Baker miêu tả khoa học đầu tiên năm 1870.

## Hình ảnh

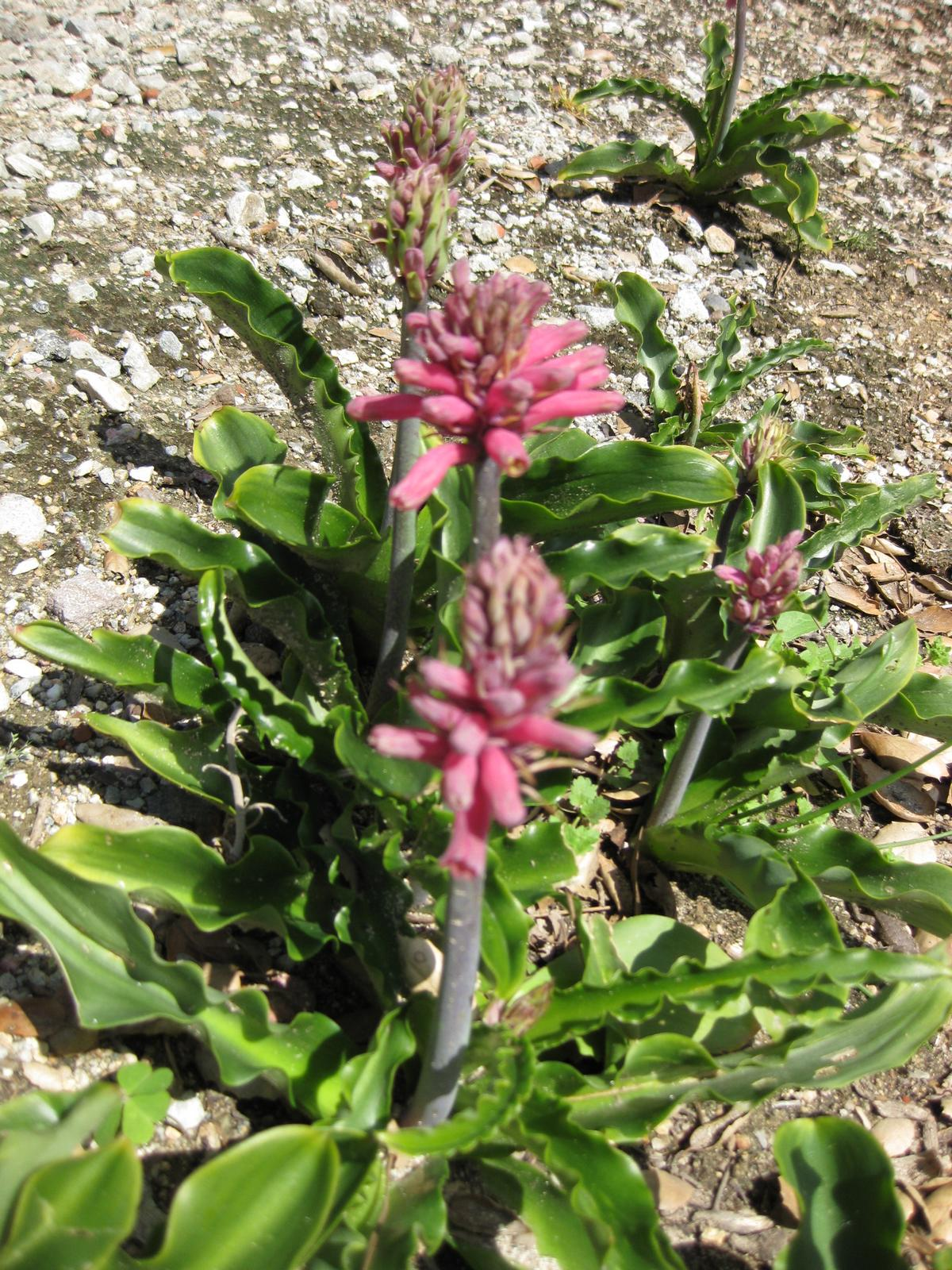
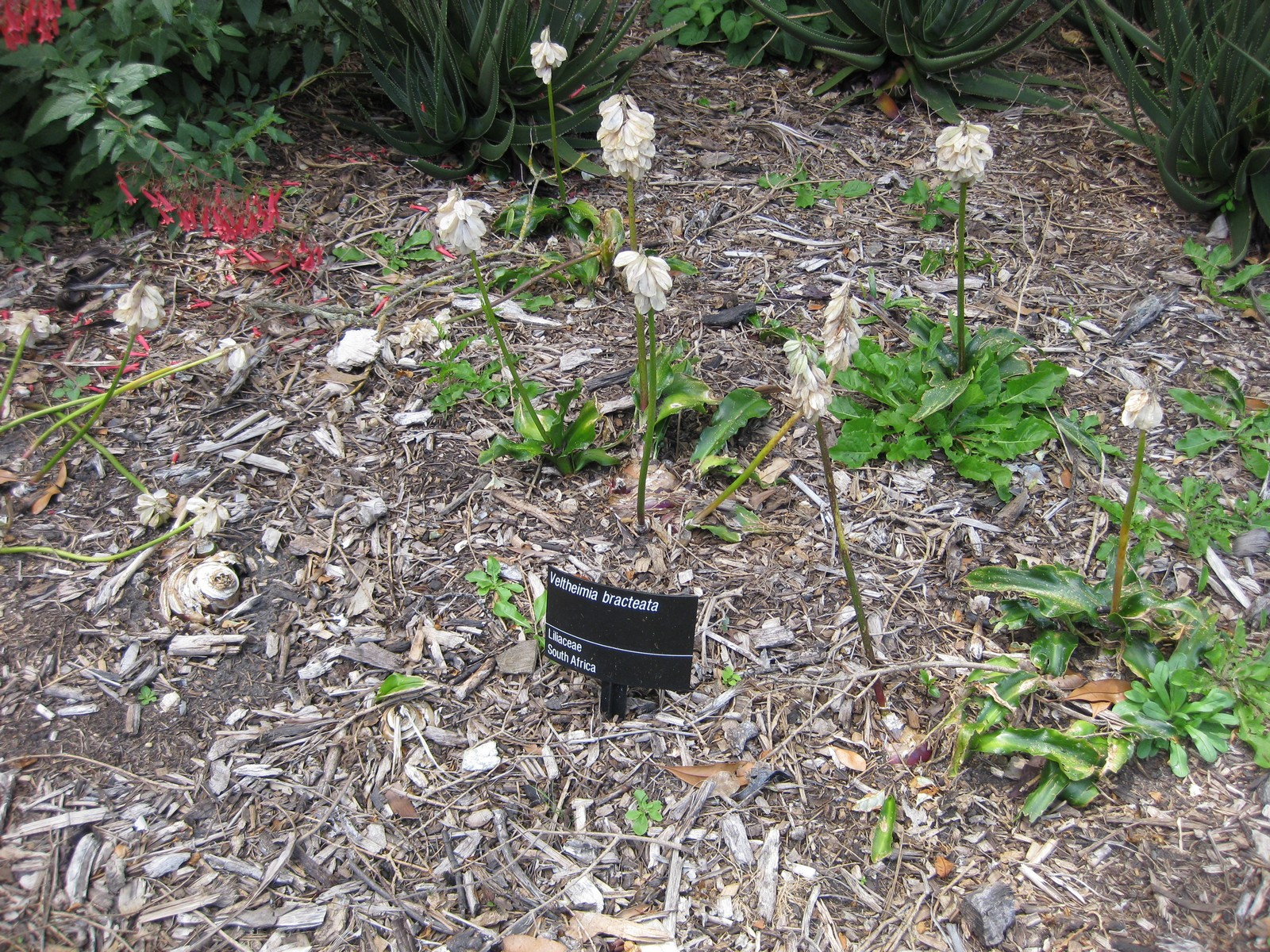
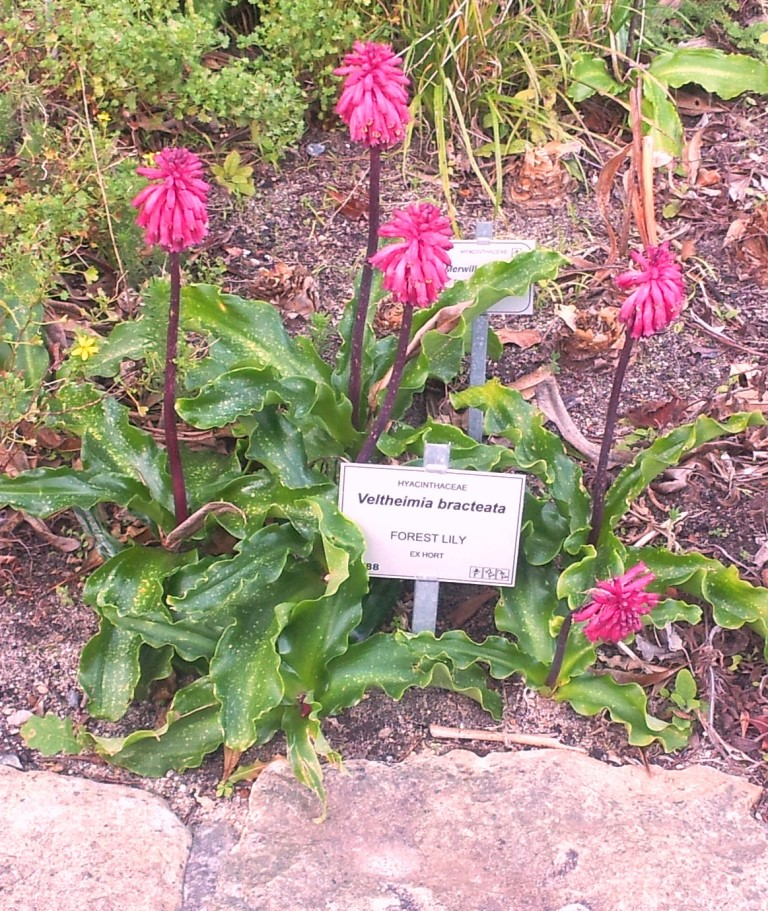
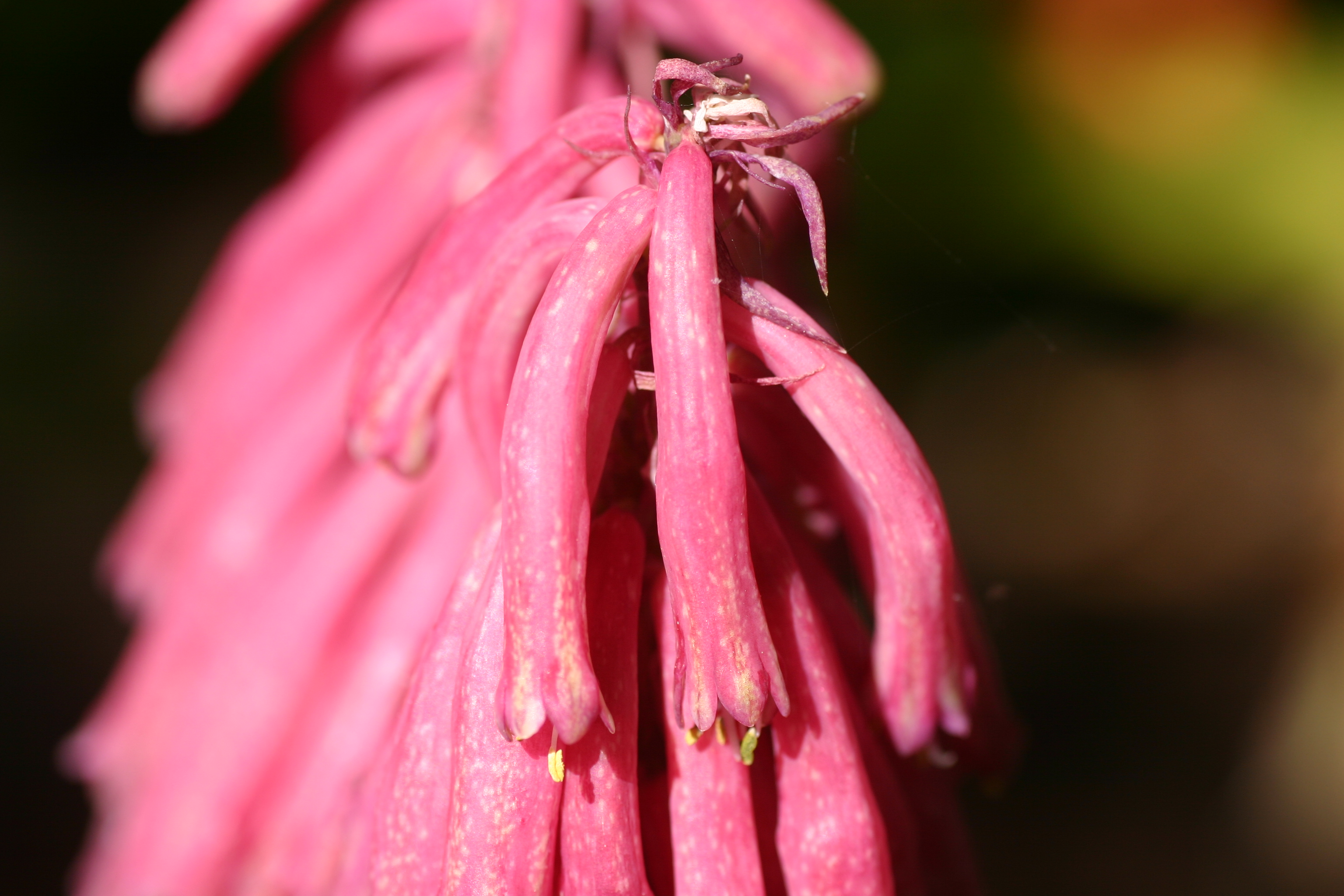
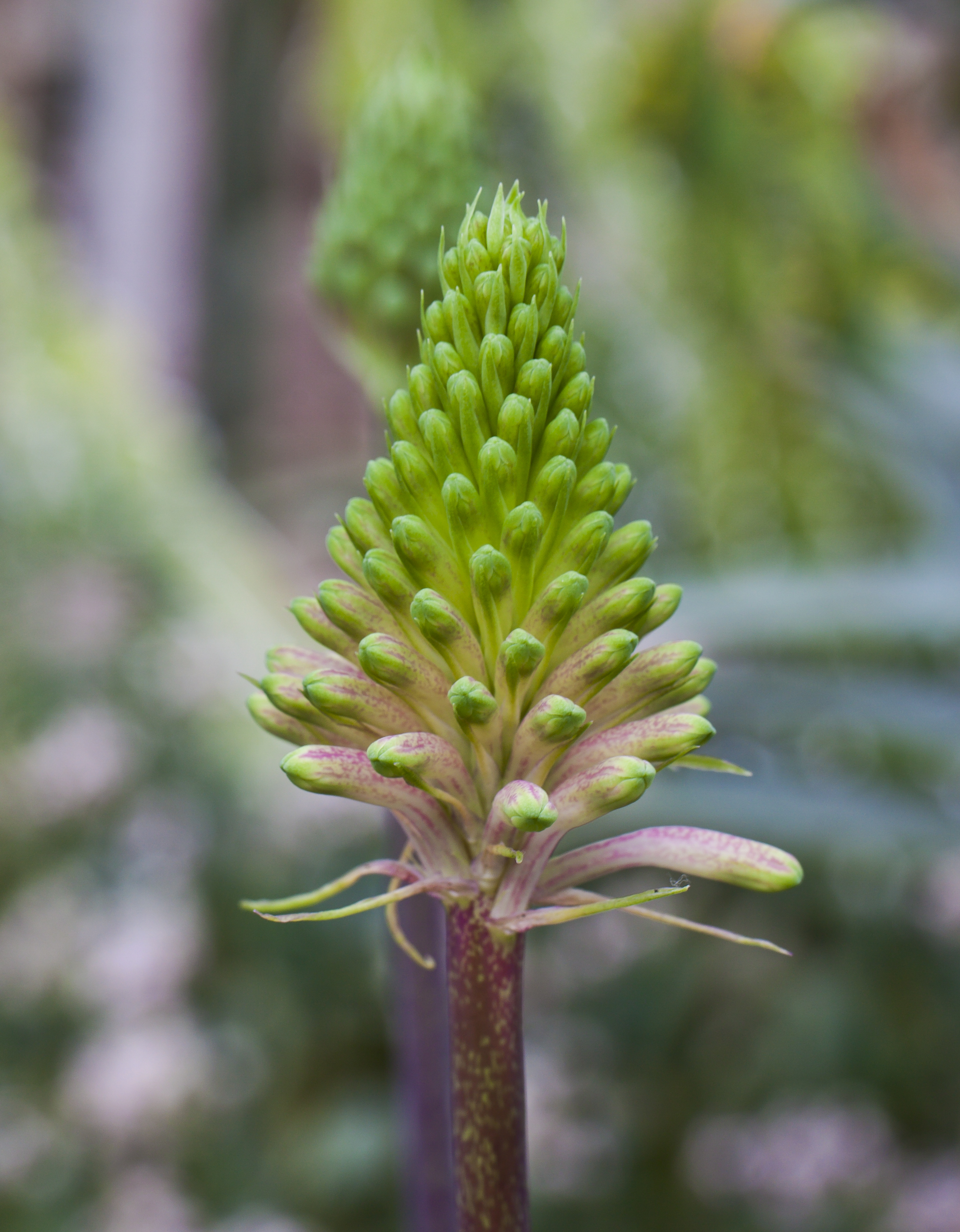